# Psyllaephagus trellesi
Psyllaephagus trellesi är en stekelart som först beskrevs av Blanchard 1964.  Psyllaephagus trellesi ingår i släktet Psyllaephagus och familjen sköldlussteklar. Inga underarter finns listade i Catalogue of Life.